# Rubineia
Rubineia este un oraș în São Paulo (SP), Brazilia.